# Hector Martin
Hector Martin (Roeselare, 26 december 1898 - aldaar, 9 augustus 1972) was een Belgisch wielrenner. In 1924 won hij de "Ronde van Vlaanderen voor Onafhankelijken" en het Belgisch kampioenschap wielrennen voor onafhankelijken. Van 1925 tot 1935 was hij beroepsrenner. In de Ronde van Frankrijk 1927 won hij de derde etappe in Caen en de 22e etappe naar Charleville en droeg hij 4 dagen de gele trui. In 1928 won hij Bordeaux-Parijs en in 1929 werd hij tweede. In 1930 won hij het Circuit de Béarn.

## Kinderjaren
Hector Martin groeide op in Roeselare. Hij werd als achtste geboren in een gezin met vijftien kinderen, waarvan elf zonen en vier dochters. Een aantal van zijn broers stierven in de eerste levensjaren. Zijn vader was seizoenarbeider, zijn moeder zorgde voor de kroost. Hector trok vanaf zijn dertiende met zijn vader en broers Jules en Leon mee naar de steenbakkerijen in Noord-Frankrijk.

## Eerste Wereldoorlog
Het gezin vluchtte in augustus 1914 naar Gravelines in het Franse departement Pas-de-Calais. Ze verbleven er gedurende de hele Eerste Wereldoorlog en daarna nog tot in 1920. In mei 1918 werd Hector onder de wapens geroepen. In september 1919 kon hij zijn familieleden opnieuw vervoegen in Gravelines.

## Wielercarrière

### Jeugdcategorieën

##### 1919
Hector begon op de fiets te trainen net als zijn broers Jules, Leon en Jeroom. Ze namen samen deel aan wielerwedstrijden in de kuststreek tussen Duinkerke en Calais. Hector maakte zijn debuut in een koers van 60 km op een wijkkermis in La Hutte. Hij werd er vierde. Zijn broers Leon en Jeroom eindigden respectievelijk als tweede en als vijfde. Twee weken later trokken de broers naar een wedstrijd waar 27 renners aan de start stonden. Leon won en Hector kwam als derde over de streep. Toen het seizoen 1919 er op zat, gingen Hector en Leon terug in de steenbakkerijen aan de slag.

#### 1920
Paaszondag was een ware triomfdag voor de broers Martin. Ze domineerden een koers van 45 km in de buurt van Gravelines. Leon werd eerste, Hector tweede, Jules derde en Jeroom vierde. Op Pinksteren pakte Leon de zege in Coudekerque-Branche. Ondanks vier bandbreuken finishte Hector er als derde. In juli behaalde hij de zesde plaats in Calais-Boulogne en de derde plaats in La Hutte.
Op 14 juli, de Franse nationale feestdag, toonde Hector zich in Gravelines de snelste in de sprint en won zo zijn eerste koers. De weken daarop kon hij nog twee keer een plaats in de top vijf bemachtigen. In het najaar van 1920 besliste vader Martin om Gravelines te verlaten en met het gezin terug te keren naar Roeselare. De broers Jules en Jeroom bleven in Frankrijk en namen de Franse nationaliteit aan.

#### 1921
Hector begon het wielerseizoen met een zesde plaats in het Kampioenschap van Vlaanderen in Gits. Hij werd eerste in de Groote Prijs van Yper. In oktober zorgde de beloftevolle renner voor een stunt. Tijdens de kermis in Beitem-Rumbeke nam hij aan drie koersen op dezelfde dag deel. Met twee overwinningen en een derde plaats als resultaat.

### Onafhankelijke: overgang naar profcarrière

#### 1923
Zowel Hector Martin als zijn broer Leon koersten bij het team Wonder-Dunlop. Op 1 april won Hector Brussel-Luxemburg, een wedstrijd van 263 km. In de Omloop van Batavia in Roeselare en in de koers in Linkebeek werd hij telkens tweede. Midden augustus liet hij zich zien tijdens de Ronde van België voor onafhankelijken. Dat leverde hem drie ereplaatsen op. Een tweede plaats en twee maal een derde plaats. Op 5 september mocht hij de zegebloemen in ontvangst nemen in Melsele. Dat was ook zo in het Kampioenschap van Vlaanderen voor onafhankelijken in Gits.

#### 1924
In 1924 reed Hector bij het rijwielmerk Main d’Or. Hij nam toen zowel deel aan koersen bij de onafhankelijken als bij de profs. Op 13 april zette hij met de Ronde van Vlaanderen voor onafhankelijken een belangrijke overwinning op zijn palmares. Zijn eerste zege bij de beroepsrenners behaalde hij in Brussel-Parijs, een koers van 374 km. Op 11 mei won hij Binche-Doornik-Binche. Verder waren er in mei en juni ereplaatsen in de koersen in Deurne, Lokeren en Stabroek. Op 20 juli vond de eerste naoorlogse editie van Parijs-Menen plaats. Toen een voorname eendagswedstrijd. Ook daar pakte Hector de overwinning. Hij klopte er Gaston Rebry, later drievoudig winnaar van Parijs-Roubaix.
In augustus werd de Ronde van België voor onafhankelijken gereden. In drie van de vijf ritten bemachtigde Hector een plaats in de top 10. In Gits kwam hij voor de tweede opeenvolgende keer als winnaar uit de bus van het Kampioenschap van Vlaanderen voor onafhankelijken. Hector beleefde een mooi orgelpunt van dit wegseizoen door Belgisch kampioen bij de onafhankelijken te worden. Dat door de punten die hij had gesprokkeld in verschillende wedstrijden. In zijn thuisstad Roeselare vond een huldiging van de kampioen plaats. Hector behoorde in 1924 tot de sterkste onafhankelijken van het land. Karel Van Wijnendaele noemde hem zelfs ‘’de onbetwistbare meester’’. Hector was dat jaar niet enkel op de weg actief. Hij nam ook deel aan wedstrijden op de piste waaronder op de Velodroom de la Lys in Menen en in het Sportpaleis in Brussel. 

### Profcarrière

#### 1925

Koersfiets waarop Hector Martin deelnam aan het Critérium des As 1925. (collectie KOERS. Museum van de Wielersport)

Julien Delbecque en Joseph Pé sprintten in de Ronde van Vlaanderen 1925 voor de zege. Delbecque was de snelste. Ondanks een val onderweg waarbij hij een wiel brak, volgde Hector Martin op iets minder dan 5 minuten en behaalde de derde plaats. In Parijs-Roubaix kwam hij als 38e over de meet. Een week later stond hij aan de start van Parijs-Tours. Daar werd Hector, samen met nog een aantal andere renners, door een volger omver gereden. Met een verstuikte pols tot gevolg.
Hector nam in zijn eerste volledige jaar als beroepsrenner deel aan Bordeaux-Parijs. Met een parcours van 587 km de grootste uitputtingsslag van de klassiekers. De overwinning ging naar de Zwitser Heiri Suter, gevolgd door Gerard Debaets. Hector finishte op een knappe derde plaats. En zeggen dat hij eigenlijk was gestart als helper van Eugène Christophe, zijn teamgenoot bij JB Louvet.
In de zomer van 1925 trok hij met de trein naar Parijs voor zijn eerste Ronde van Frankrijk. Zijn Tourdebuut ging niet onopgemerkt voorbij. Hij won maar liefst drie etappes en dat waren de 14e etappe naar Evian, de 16e etappe naar Metz en de 17e etappe naar Duinkerke. Hij werd tweede in de rit van Evian naar Mulhouse over een afstand van 373 km. De renner uit Roeselare eindigde als 14e in het algemeen klassement.
Door die prestaties in de Tour kon hij deelnemen aan het Critérium des As, een koers voor de tien beste renners van de wereld op de hippodroom van Longchamp in Parijs. De renners kregen steun van gangmakers op een tandem. Door een fout van een koerscommissaris in het slot van de wedstrijd ontstond er chaos. Pas na maanden getouwtrek van verschillende betrokken partijen werd de winnaar bekendgemaakt. Hector Martin kreeg uiteindelijk de tweede plaats in de rangschikking.

#### 1926
Tijdens de liefdadigheidskoers Rumbeke-Middelkerke-Rumbeke, in het voorjaar van 1926, liep het helemaal fout toen een kar met een op hol geslagen paard op een groep renners inreed. Hector was er erg aan toe. Zijn seizoen zat erop. Hij liep een open breuk aan de linkervoorarm op en een deel van zijn arm werd verbrijzeld. Even vreesden de dokters voor amputatie. Zijn Franse ploegleider liet hem naar een ziekenhuis in Parijs overbrengen waar specialisten hem behandelden. Zij konden zijn arm redden. Maar Hector had geen gevoel meer in die arm. Later droeg hij meestal een handschoen aan zijn linkerhand. Pas in december 1926 kon hij terug met de fiets rijden. Zijn heroptreden vond plaats in de wintervelodroom in Gent, waar hij met Piet Rielens als ploegmaat tweede eindigde. Hij kreeg er een staande ovatie.

#### 1927
In de Ronde van Vlaanderen kwam Hector als 34e en in Parijs-Roubaix als 19e over de streep. De Tour stond opnieuw op zijn programma en daar was hij heel succesvol. In de Ronde van Frankrijk 1927 zegevierde hij in de 3e etappe naar Caen en de 22e etappe naar Charleville. In twee andere ritten werd hij telkens derde. Na afloop van Brest-Vannes, de 7e etappe, kon hij de gele trui bemachtigen. Hector reed vier opeenvolgende dagen in het geel. In de Pyreneeën moest hij de leiderstrui uit handen geven. Hij behaalde de negende plaats in het algemeen klassement.
Die knappe resultaten leverden hem een nieuwe uitnodiging op voor het Critérium des As. Hector behoorde tot de grote kanshebbers voor de overwinning. Maar net als in 1925 liep het fout. Dit keer door een vergissing van een verzorger. Hector werd derde.

#### 1928
De Fransman André Leducq toonde zich in Parijs-Roubaix 1928 de snelste in een sprint met drie. Hector kwam als negende over de streep. De top 10 was een onderonsje van vier Franse en zes Belgische renners. In 1928 boekte Hector één van de belangrijkste overwinningen uit zijn wielercarrière. Hij zegevierde in de marathonklassieker Bordeaux-Parijs. Hij legde de 595 km af in 21 uur en 20 minuten en had aan de aankomst een voorsprong van meer dan tien minuten.
Op 13 september stonden de toeschouwers in het West-Vlaamse Koolskamp rijen dik voor de 16e editie van het Kampioenschap van Vlaanderen. Aimé Dossche en Lucien Buysse reden de rest van het deelnemersveld op zes minuten. Dossche kreeg de leeuwentrui om zijn schouders. Hector mocht zich ‘the best of the rest’ noemen. Hij werd derde. In de GP Wolber had hij een voorsprong van twee minuten opgebouwd. Hij werd echter nog ingerekend door een trio, met daarbij de latere winnaar Julien Vervaecke. Hector strandde op de vierde plaats.

#### 1929
Op de slechte wegen in het parcours van de Omloop van Parijs reed hij lek en moest hij afstappen om te herstellen. Bordeaux-Parijs was een koers die hem lag. In 1929 behaalde Hector de tweede plaats. Hij moest enkel Georges Ronsse voor zich laten. In de Tour behaalde hij geen ritoverwinningen maar in vier etappes wel een plaats in de top 5. Na de 17de etappe stapte hij uit de Ronde van Frankrijk omdat hij drie minuten na het sluiten van de controle was aangekomen.

#### 1930
In 1930 nam Hector opnieuw deel aan Bordeaux-Parijs. Hij werd vierde. Er waren ook ereplaatsen in andere wedstrijden zoals een tweede plaats in de Omloop van Morbihan en een vijfde plaats in het Kampioenschap van Vlaanderen.

#### 1931
De Ronde van Vlaanderen 1931 ging van start in Gent en kwam aan in Wetteren. De Tiegemberg en de Kruisberg waren enkele van de hellingen die moesten beklommen worden. Romain Gijssels versloeg vijf medevluchters, waaronder Hector Martin die als vierde finishte.

#### 1932
In 1932 nam hij nog deel aan Parijs-Roubaix. Hij werd 14e. De zege ging naar Romain Gijssels.

#### Laatste jaren als renner
In de laatste jaren van zijn carrière als beroepsrenner kwam Hector uit voor het rijwielmerk The Rudi uit Roeselare. Hij reed toen vooral nog wegwedstrijden in eigen land en op de velodrooms in West-Vlaanderen. Zijn laatste koers vond plaats op 6 juni 1937 op de wielerbaan van Oostende. Na zijn sportcarrière trok Hector nog vaak naar wielerevenementen in Roeselare en omgeving.

## Samenwerking met schoenmaker Camiel Thomas

Reclamevlag voor Rijwielschoenen Hector Martin, uitgebracht door Racing Shoes Camiel Thomas in de jaren 1930. (collectie KOERS. Museum van de Wielersport - Roeselare)

Zeker al van in 1926 pakte veloschoenmaker Camiel Thomas uit de Ieperstraat in Roeselare uit met de merknaam ‘Gebroeders Martin en A. Van Hecke’. Hij koos voor de broers Leon en Hector Martin en Alfons Van Hecke als uithangbord van zijn rijwielschoenen. Vanaf eind 1928 beperkte hij zich tot één renner. Op 31 december van dat jaar ondertekende Thomas een overeenkomst met Hector Martin. Daardoor mocht de veloschoenmaker schoenen op de markt brengen onder de merknaam ‘Hector Martin’. De samenwerking zorgde voor een echte doorbraak en resulteerde al snel in een brede verkoop binnen de Belgische wielerwereld. De contacten die Hector had in het buitenland kwamen hierbij uiteraard ook van pas.

## Huwelijk
Op 9 oktober 1925 trouwde Hector op het gemeentehuis in Rumbeke met Irma Decruy. Twee dagen voor het huwelijk tekende hij een nieuw contract bij zijn team JB Louvet. Hector en zijn echtgenote kregen acht kinderen. Vier zonen en vier dochters. Twee zonen overleden vroegtijdig.

## Café
Zoals veel renners begon Hector Martin een horecazaak. In 1931 vestigde hij zich met zijn gezin in café De Roos op de Grote Markt in Roeselare. Hij veranderde de naam in De Nieuwe Sportwereld. Het was een trefpunt voor jonge renners uit de streek en het lokaal van diverse verenigingen. Aan de muur hingen foto’s die herinnerden aan de wielercarrière van Hector. Hij bleef er achter de tapkraan staan tot in 1967.

## Nagedachtenis
Zijn schoonbroer Albert Van Loo maakte in 1924 een portret van Hector in zijn kampioenentrui. Het schilderij maakt samen met een fiets van de renner deel uit van de collectie van KOERS, museum van de Wielersport, in Roeselare. De Wieler- en Supportersclub Roeselare organiseerde de 1e Groote Prijs Hector Martin voor onafhankelijken. Die vond plaats op 24 augustus 1946 tijdens de kermis in Roeselare. De 2e editie in 1947 was een wedstrijd voor beroepsrenners.
Lode Baele, kleinzoon van de renner, begon de Facebookpagina Flandrien Hector Martin als eerbetoon en herinnering aan zijn grootvader.
In de Ieperstraat in Roeselare was een bushalte met de naam Martin. Die bevond zich in de buurt waar de familie Martin vroeger een herberg en velomakerij had. De halte maakt geen deel meer uit van het bestaande busnetwerk.

## Resultaten in voornaamste wedstrijden
| Jaar | Ronde van Italië | Ronde van Frankrijk | Ronde van Spanje |
| ---- | ---------------- | ------------------- | ---------------- |
| 1925 |                  | 14e (3)             |                  |
| 1927 |                  | 9e (2)              |                  |
| 1928 |                  | opgave              |                  |
| 1929 |                  | opgave              |                  |
| 1930 |                  |                     |                  |
| 1931 |                  |                     |                  |
| 1932 |                  |                     |                  |

| Jaar | Ronde van Vlaanderen | Parijs-Roubaix | Parijs-Tours | Parijs-Brussel |
| ---- | -------------------- | -------------- | ------------ | -------------- |
| 1925 | ↑                    | 39e            | 16e          | 10e            |
| 1927 | 34e                  | 19e            | 13e          |                |
| 1928 | 19e                  | 9e             | 11e          |                |
| 1929 | 12e                  |                | 7e           |                |
| 1930 |                      | 6e             | 7e           |                |
| 1931 | 4e                   | 17e            |              | 38e            |
| 1932 | 19e                  | 14e            | 20e          | 22e            |

- Bibliothèque nationale de France: cb14913068t (data)
- International Standard Name Identifier: 0000 0004 5953 5376
- Virtual International Authority File: 197147871988375170004